# Campionati sloveni di sci alpino 1993
Ai Campionati sloveni di sci alpino 1993 furono assegnati i titoli di discesa libera, supergigante, slalom gigante, slalom speciale e combinata, sia maschili sia femminili.

## Risultati
| Specialità      | Uomini       | Donne          |
| --------------- | ------------ | -------------- |
| Discesa libera  | Miran Ravter | Mojca Suhadolc |
| Supergigante    | Jure Košir   | Mojca Suhadolc |
| Slalom gigante  | Mitja Kunc   | Špela Pretnar  |
| Slalom speciale | Mitja Kunc   | Urška Hrovat   |
| Combinata       | Mitja Kunc   | Špela Pretnar  |